# Filtr polaryzacyjny

Działanie filtra polaryzacyjnego na światło spolaryzowane

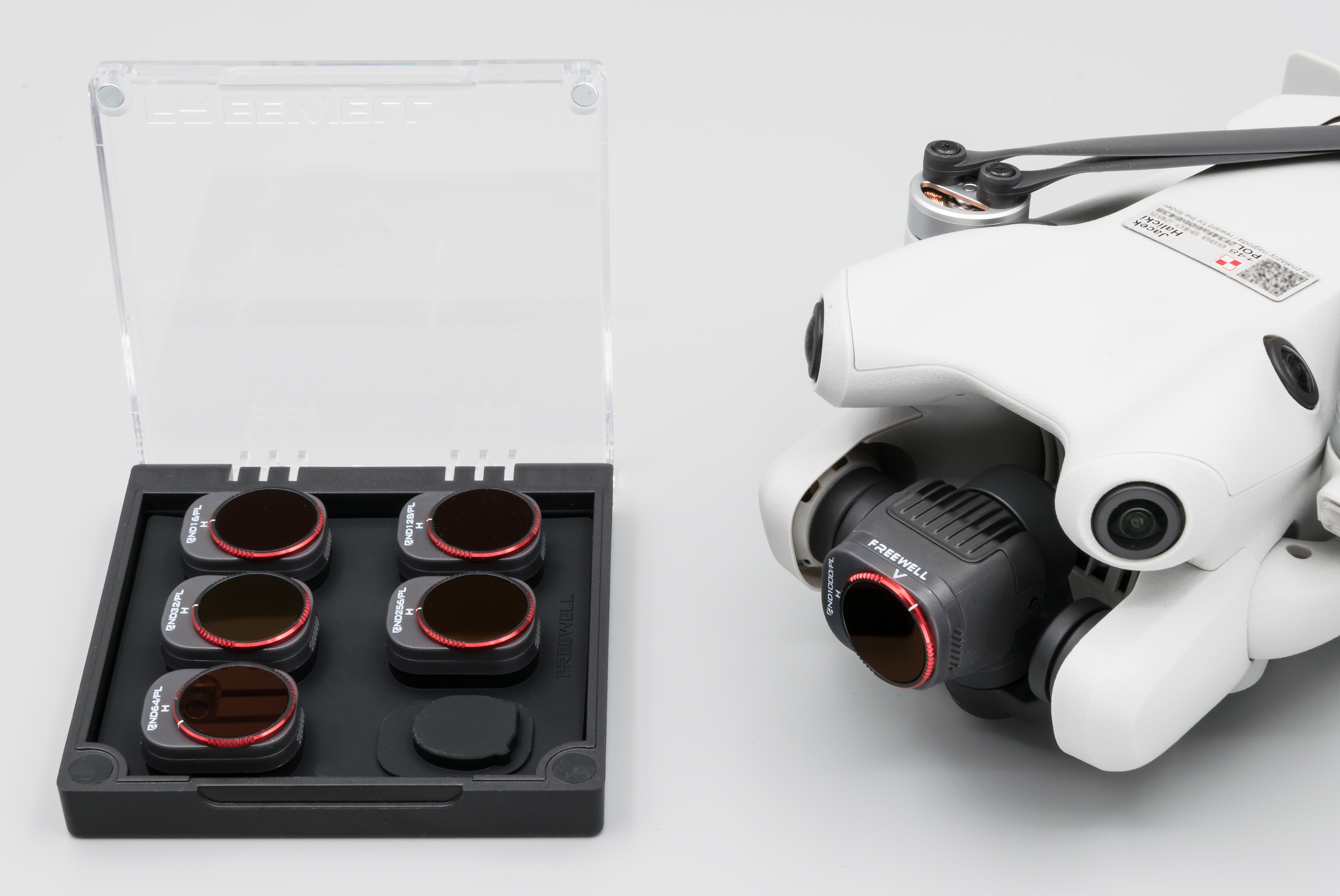
Filtry polaryzacyjne Freewell do drona DJI Mini 4 Pro

Filtr polaryzacyjny (potocznie polaroid) – płytka lub folia wykonana z przezroczystego materiału posiadającego zdolność polaryzacji światła. Przepuszcza tylko światło o określonej polaryzacji. Obecnie nazwa polaroid jest znakiem towarowym firmy Polaroid Corporation.
Dzięki zastosowaniu dwóch filtrów polaryzacyjnych można uzyskać regulowany filtr szary.

## Działanie
Filtr ten przepuszcza jedynie światło o polaryzacji liniowej w wybranym kierunku. Efekt dla fotografii jest taki, że pochłania on częściowo światło rozproszone w atmosferze (ang. haze), co jest widoczne w przypadku fotografowania nieba. Błękit nieba staje się ciemniejszy, a chmury pozostają białe (jest to efekt podobny do działania filtru czerwonego w przypadku fotografii czarno-białej). Filtr najmocniej działa, gdy obiektyw skierowany jest pod kątem 90° do kierunku światła biegnącego od Słońca.

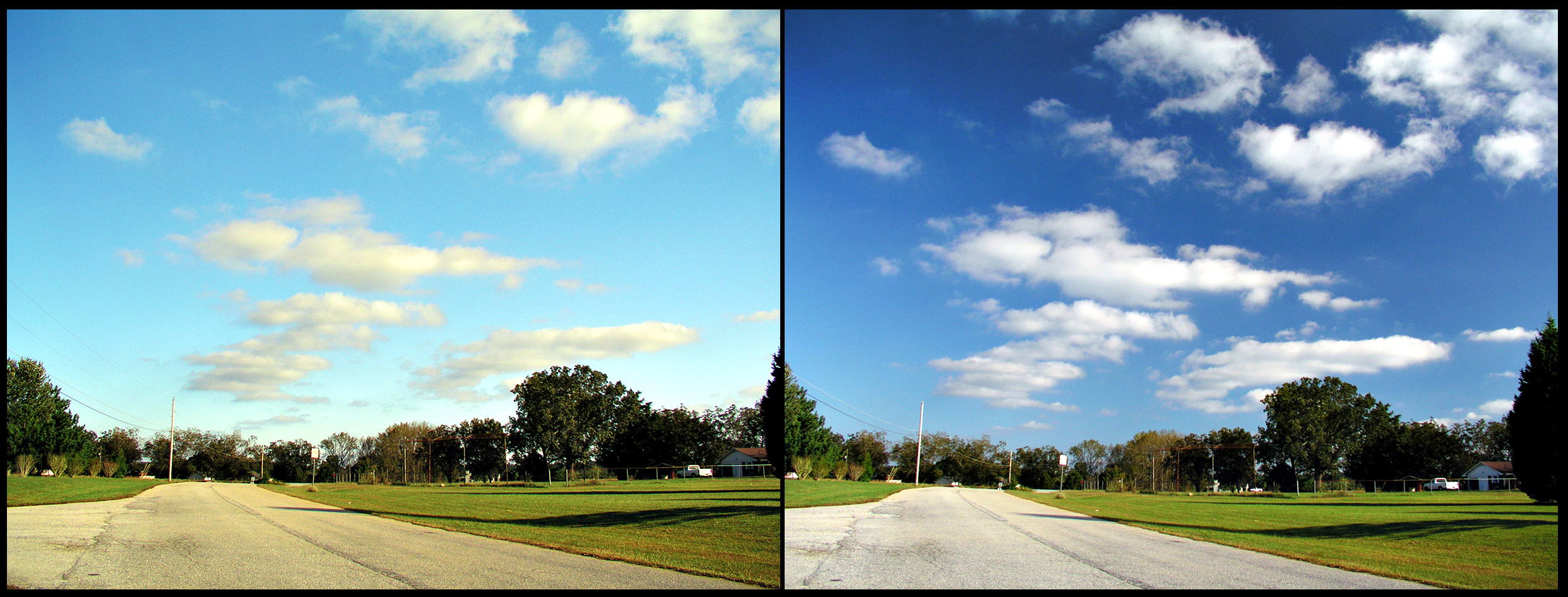
Działanie filtra (po prawej) na niebo

Filtr polaryzacyjny pozwala na zwiększenie nasycenia barw powierzchni nieprzezroczystych (np. zieleni roślin, bądź kolorów tkanin), jak również redukcję odbić od powierzchni przezroczystych (np. powierzchni wody lub szyby).

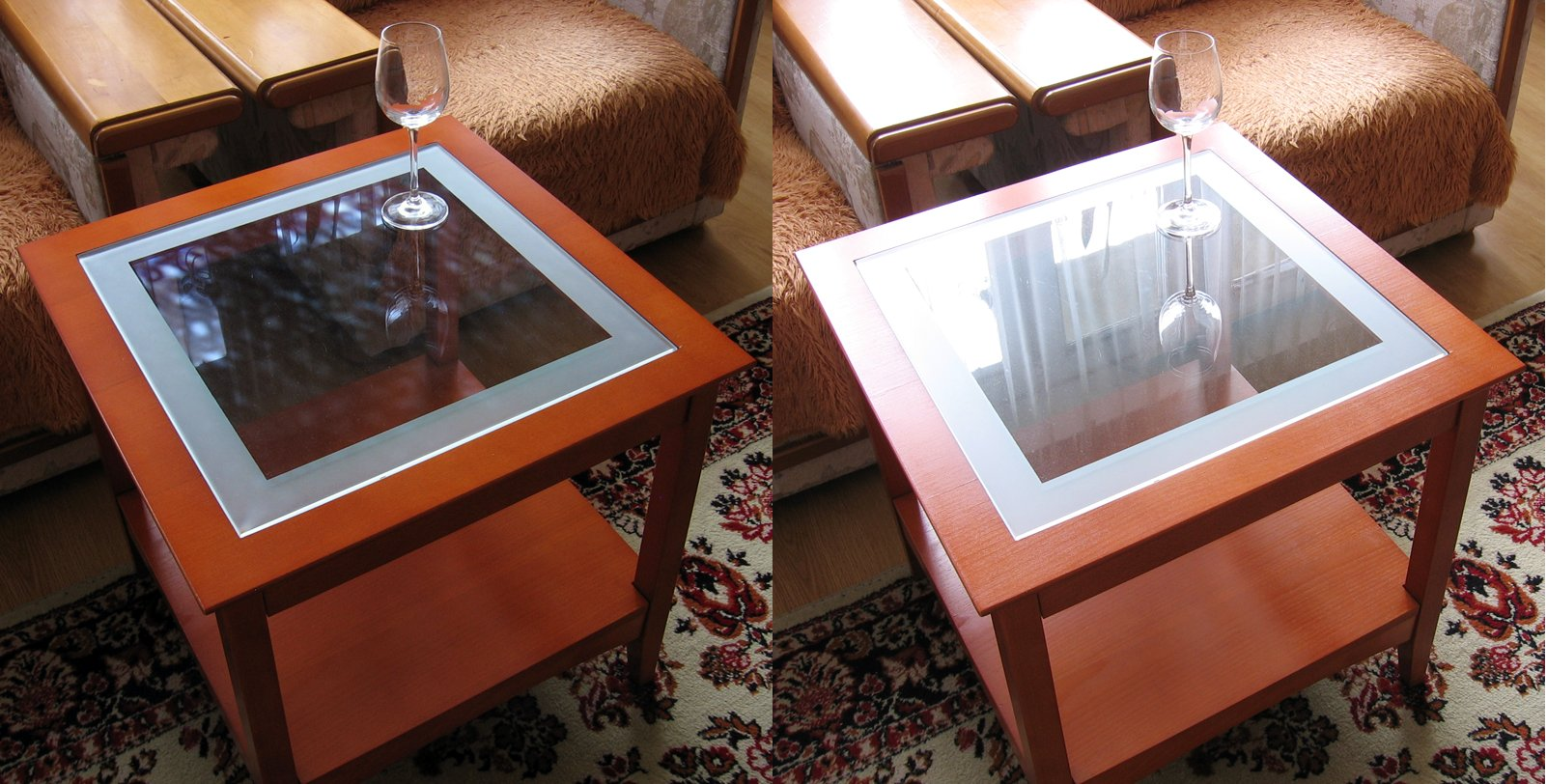
Działanie filtra (po lewej) na odbicia

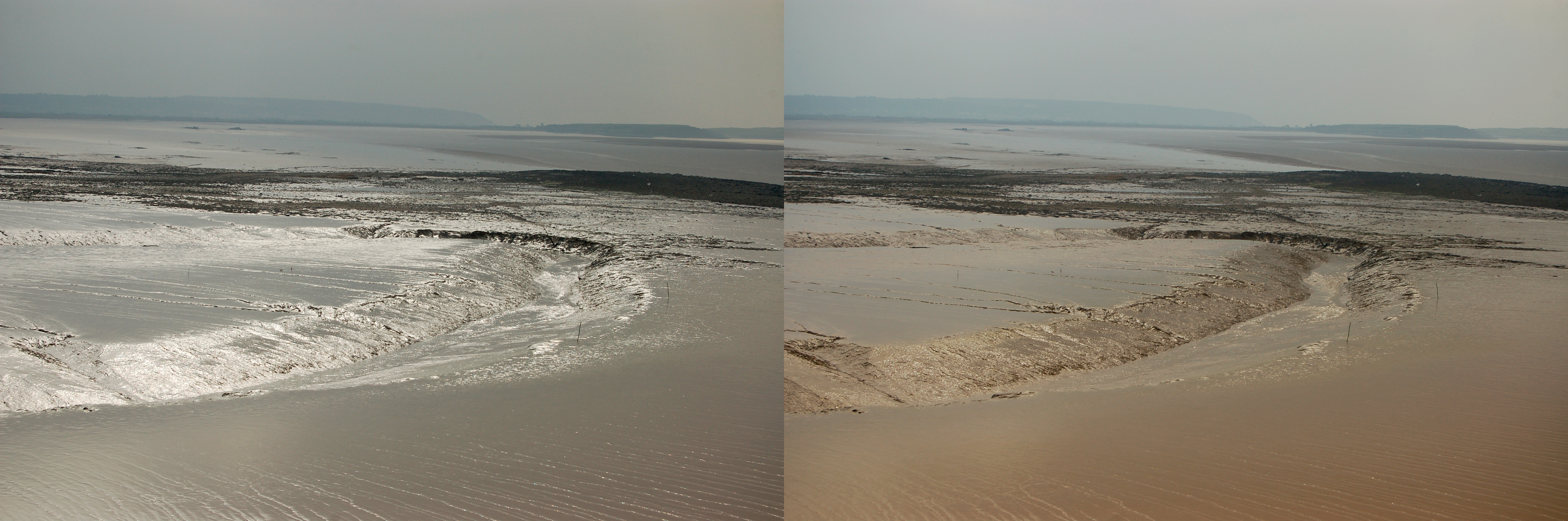
W zależności od kąta ustawienia filtr może wzmocnić (po lewej) lub osłabić (po prawej) odbicia

Przy fotografii z filtrem polaryzacyjnym pojawiają się także pewne niepożądane efekty: w przypadku obiektywu szerokokątnego może pojawić się na niebie szeroki ciemny pas w płaszczyźnie prostopadłej do biegu promieni słonecznych. Inną wadą polaryzatora jest to, że zabiera on część światła (zwykle około 1–1,5 EV, czyli wymaga mniejszej wartości przysłony lub dłuższego czasu naświetlania).

## Rodzaje
- Filtr polaryzacyjny liniowy – sam polaryzator. Po przejściu przez taki filtr światło jest spolaryzowane liniowo. Może to zakłócać pomiar światła i automatykę ostrości w lustrzankach, ponieważ światło spolaryzowane może nie być odbite albo przepuszczone przez lustro, w zależności od kąta polaryzacji.
- Filtr polaryzacyjny kołowy – polaryzator z doklejoną za nim płytką ćwierćfalową. Po przejściu przez taki filtr światło jest spolaryzowane kołowo, co nie ma negatywnego wpływu na działanie aparatu.

## Wskazówki użycia
- W przypadku używania wielu filtrów naraz filtr polaryzacyjny powinien zostać umieszczony najbardziej zewnętrznie. Umieszczenie za innymi filtrami mogłoby spowodować redukcję ich funkcji.
- Stopień polaryzacji światła nieba zmienia się wraz z odległością kątową od słońca i jest największa pod kątem prostym. Im bardziej spolaryzowane światło, tym większy będzie efekt zastosowania filtru.
- W przypadku zdjęć plenerowych najciemniejsze niebo uzyskamy przy ustawieniu kąta filtrowania 90° w stosunku do słońca. Przy kącie 0° niebo będzie rozjaśnione w stosunku do pozostałych elementów krajobrazu (chmury, ziemia).
- Efekt działania filtru można bezpośrednio obserwować w wizjerach które mają podgląd przez obiektyw (np. w lustrzankach i elektronicznych wizjerach aparatów cyfrowych).
- Jeśli nie mamy podglądu przez obiektyw, dobrym sposobem na przewidzenie efektu polaryzacji jest patrzenie przez okulary z filtrem polaryzacyjnym (przepuszczają one światło spolaryzowane pionowo), albo spojrzenie przez zdjęty filtr (bez zmiany kąta).
- Fotografowanie panoramiczne wyklucza użycie filtra polaryzacyjnego, gdyż barwa nieba z jednego zdjęcia nie dopasuje się do drugiego.
- Filtr polaryzacyjny obniża warunki ekspozycji o 1–2 EV, co należy wziąć pod uwagę przy ręcznym doborze tych warunków.

## Historia
Oryginalny polaroid został opatentowany w 1929 r. przez Edwina Herberta Landa (U.S. Patent 1918848). Była to płytka wykonana z nitrocelulozy, w której zatopiono kryształy siarczanu jodochininy (herapatytu). Kryształy te miały kształt cienkich igiełek i były w trakcie produkcji orientowane przez rozciąganie gorącego tworzywa, połączone z przykładaniem do niego silnego pola elektrycznego. Płytka otrzymana w ten sposób miała zdolność do absorbowania światła o polaryzacji poprzecznej względem kierunku orientacji kryształków i swobodnego przepuszczania światła o równoległej do kryształków polaryzacji.
Pierwotna wersja polaroidu, zwana J-sheet została w 1938 r. zastąpiona ulepszoną jego wersją, o nazwie H-sheet. Nowa wersja była oparta na poli(alkoholu winylowym) domieszkowanym jodkiem potasu. Jodek potasu łączy się z polialkoholem poprzez wiązania wodorowe, dzięki czemu mikrodomeny jodku potasu mogą być orientowane poprzez proste rozciąganie mechaniczne ogrzanego do odpowiedniej temperatury polimeru, bez konieczności stosowania silnego pola elektrycznego.
H-sheet jest produkowany po dziś dzień i jak dotąd nie znaleziono dla niego lepszej i tańszej alternatywy.